# Encerramento do Canal de Suez (1967–1975)

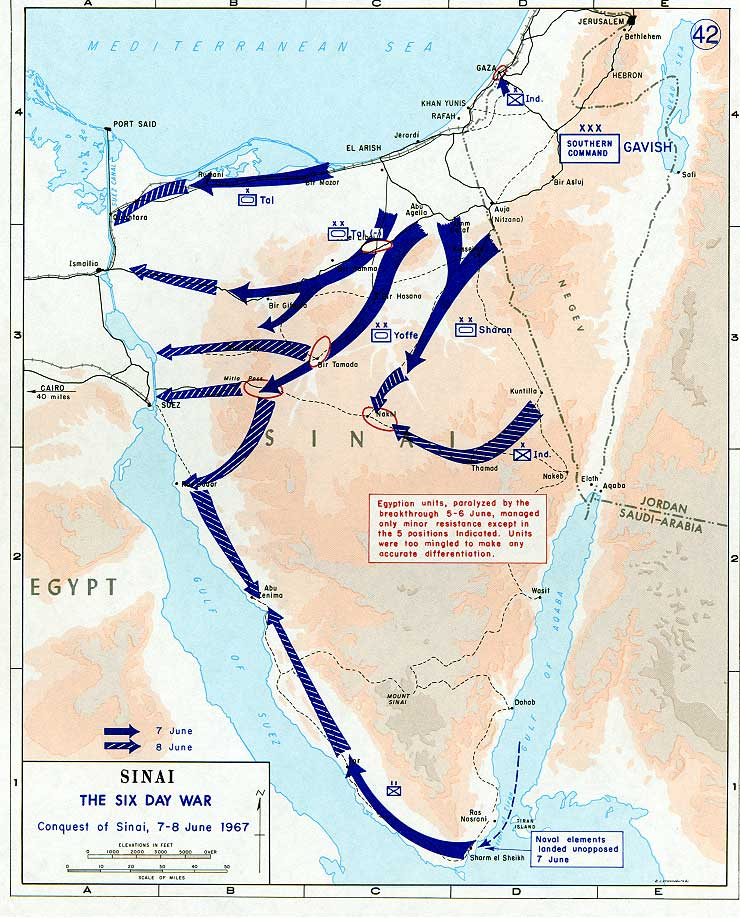
A captura da Península do Sinai por Israel, entre 7 a 8 de junho de 1967, durante a Guerra dos Seis Dias

Fortificações israelitas no Canal do Suez (1973), conhecidas como Linha Bar Lev

Após o começo da Guerra dos Seis Dias, o Egito fechou o Canal de Suez a 6 de Junho de 1967, do qual era dono e operava, e o manteve fechado até 5 de junho de 1975, durante a maior parte da ocupação israelense da Península do Sinai, que incluía a margem leste do Canal, e da Guerra do Yom Kippur.
A Guerra dos Seis Dias começou um dia antes do fechamento, levando ao conflito entre Israel e vários estados árabes, incluindo o Egito. Israel bombardeou a maioria das bases aéreas do Egito, aproveitando para entrar e ocupar a Península do Sinai, incluindo toda a margem leste do Canal de Suez.
O Canal de Suez era, portanto, a principal linha da frente entre as forças militares israelenses e egípcias durante a Guerra de Atrito. Devido a isso, Israel construiu a Linha Bar Lev de fortificações ao longo da margem leste do canal para melhorar a sua posição contra o inimigo.

## Encerramentos anteriores
O Canal já havia sido fechado antes, de outubro de 1956 até março de 1957, durante a Crise de Suez. Esta crise se desenvolveu quando Gamal Abdel Nasser, líder do Egito na época, estava se alinhando com a União Soviética e nacionalizou o Canal, confiscando-o de investidores franceses e britânicos, provocando um conflito entre o Egito e Israel.

## A Guerra de Atrito 1967–70

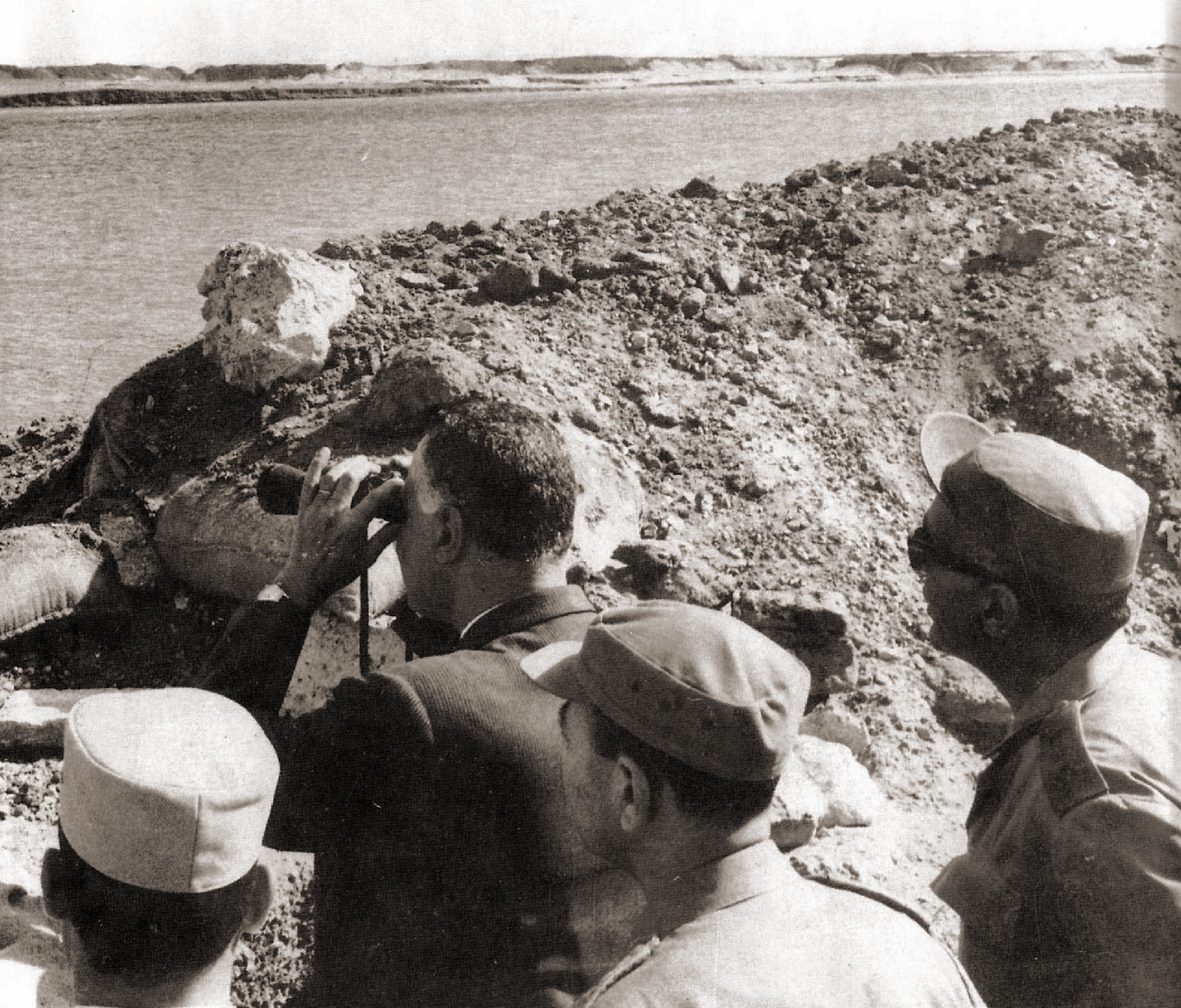
Visita do presidente Nasser à frente de Suez, com os principais comandantes militares do Egito durante a Guerra de Atrito. diretamente atrás dele está o Comandante Geral Mohamed Fawzi e à sua esquerda o Chefe do Estado-Maior Abdul Munim Riad, 16 de novembro de 1968

Após a tomada do Sinai por parte de Israel, o Egito travou uma Guerra de Atrito contra os israelenses do outro lado do canal entre 1967 a 1970, em coordenação e cooperação de atividades de aliados como a Jordânia e Organização para a Libertação da Palestina.
As hostilidades inicialmente tomaram a forma de "duelos" de artilharia limitados e incursões de pequena escala no Sinai. Porém, em 1969, o Exército Egípcio se considerou preparado para operações de maior escala. Em 8 de março de 1969, Gamal Nasser proclamou oficialmente a Guerra de Atrito, caracterizada por bombardeios em larga escala ao longo do Canal de Suez, extensa guerra aérea e ataques de comandos. As hostilidades continuaram até agosto de 1970 e terminaram com um cessar-fogo. As fronteiras permaneceram as mesmas de quando a guerra começou, sem nenhum compromisso real para negociações de paz concretas.

## Guerra do Yom Kippur

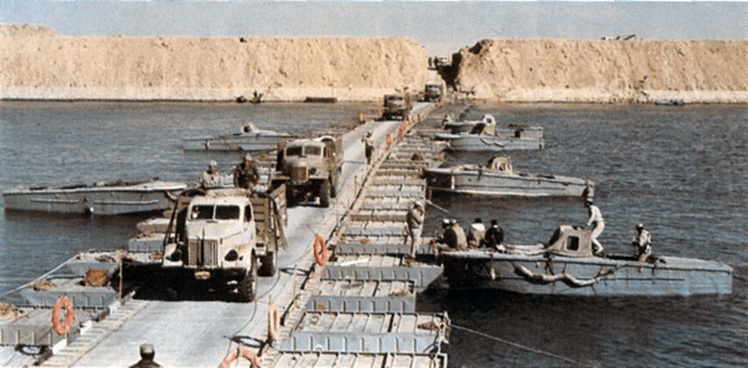
Forças do Egito cruzando o Canal de Suez durante a Guerra do Yom Kippur

Em Outubro de 1973, as forças militares egípcias iniciou a sua parte na Guerra do Yom Kippur com uma tentativa de retomar a margem do canal ocupada por Israel e toda a Península do Sinai, através da travessia do Canal do Suez na Operação Badr. A tentativa teve apenas sucesso parcial, pois o Egito recuperou o controle da margem leste do canal, mas Israel manteve o controle do restante da Península.

## Reabertura

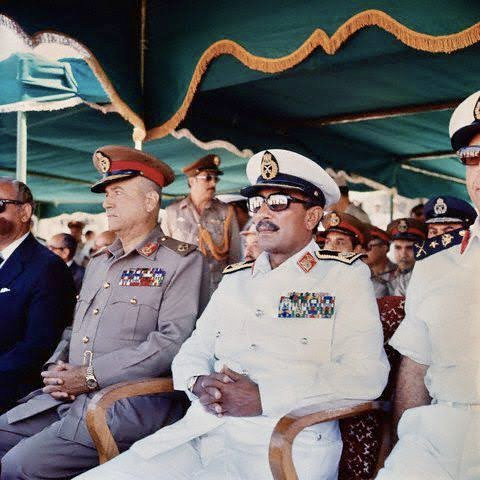
O Presidente Anwar Sadat e o Ministro da Defesa Ahmed Ismail na cerimônia de reabertura do Canal, 5 de junho de 1975

O canal foi reaberto numa cerimónia oficial, onde participaram personalidades como o Presidente egípcio Anwar Sadat, altos membros do governo e dignitários estrangeiros em Junho de 1975. A reabertura ocorreu após a Operação de Desobstrução do Canal do Suez de 1974 ter limpado o canal de minas e detritos.